# Lobostemon
Lobostemon es un género de plantas con flores perteneciente a la familia Boraginaceae. Comprende 77 especies descritas y de estas solo 21 aceptadas.

## Taxonomía
El género fue descrito por Johann Georg Christian Lehmann y publicado en Linnaea 5: 378. 1830.

## Especies seleccionadas
- Lobostemon acutissimus
- Lobostemon alopecuroideus
- Lobostemon argentus
- Lobostemon belliformis
- Lobostemon bolusii